# 出場選手登録
出場選手登録（しゅつじょうせんしゅとうろく）とは、スポーツにおいて選手が出場できるように登録されること。各競技ごとにルールで定められている。北米では「ロースター登録（Roster Registration）」と呼ばれる。登録されるとベンチ入りが可能となるため競技によっては「ベンチ登録」と呼ぶ場合もある。

## 野球

### 日本プロ野球（NPB）

#### 1997年からの現行規定
一軍登録（いちぐんとうろく）とも表現される。支配下選手登録された選手の中から選ばれ、登録できる選手数は最大29人（野球協約81条2項）。そのうち、実際に試合に出場できるのは試合前に指名された最大25名である（ベンチ入り）。通常は登板予定のない先発投手などがベンチ入りから外れる（俗に「あがり」と呼ばれる）。出場選手登録される可能性がある非登録選手を遠征先に連れて行く場合は一軍帯同と称される。出場選手登録されている選手が二軍の試合に出場してもかまわない。
選手兼任監督・兼任コーチは選手登録から外れても監督・コーチ専任として監督コーチのベンチ入り登録人数の制限を超えない範囲であればベンチ入りも可能（人数制限を超える場合、試合中はベンチやブルペンには入れない）。
登録人数は2018年までは旧規定より長らく28人であったが、2019年から1人増えて29人になった。また、2020年以降は新型コロナウイルス感染症の流行のため、31人に拡大となった。
外国人選手（野球協約82条）の出場選手登録は最大4名で、野手または投手として登録できるのはそれぞれ3名までとなっている（野球協約82条の2）。1998年から2001年までは、野手または投手として登録できるのはそれぞれ2名までとなっていた。
開幕戦の出場選手登録は開幕3日前までの申請が必要で、この登録は開幕戦まで変更出来ないが、翌日以降は登録・抹消を行うことが出来る。開幕戦でベンチ入りが可能な出場選手登録名簿は開幕前日に公示される。登録期間はチームのレギュラーシーズン最終戦（リーグ戦4-6位のチーム）、またはクライマックスシリーズ敗退日または終了日までである。出場選手登録およびその抹消は公示され、日本野球機構や各球団のオフィシャルサイトから閲覧可能である。
出場選手登録を抹消される（“二軍落ち”・“ファーム行き” などと俗称される）とその日から一軍の公式戦には出場できなくなり、10日間過ぎるまで再登録ができない（野球規約84条）。ただし、シーズン中のトレードにより所属球団の変更を伴った場合は除く（この場合、旧所属球団での出場選手登録及び支配下選手登録両方の抹消、移籍先球団での支配下選手登録、出場選手登録を経れば出場可能となる）。
日本選手権シリーズではこの制度は適用されない。40人を「出場有資格者選手」として選出し、その中から試合ごとにベンチ入りメンバーを選ぶ方式がとられている。

#### 全選手登録抹消
2011年から、何らかの理由により試合間隔が10日以上空く場合、自動的に全選手が出場選手登録を抹消され、再登録時の全選手にその間のFA権関係での登録日数と追加参稼報酬（一軍最低年俸の1500万円に満たない場合に、登録日数に応じて同額を上限として加算する）を認める制度が導入された。
この制度は、2010年に、レギュラーシーズンとクライマックスシリーズファイナルステージの間の日程が空いた中日ドラゴンズが全員の登録抹消を行った事例があり、それを踏まえて翌2011年に制度化されたものである。
適用事例としては、上述のような「レギュラーシーズンとクライマックスシリーズファイナルステージの間」がほとんどであるが、2021年7月15日には、東京オリンピック開催に伴い、同年8月12日まで公式戦が一切中断となるため、全選手が出場選手登録を抹消された。

#### 例外規定

##### 脳震盪登録抹消特例措置
2016年シーズン途中から、プレー中の交錯などで脳震盪を起こし出場選手登録を抹消された場合、規定の10日間を経過せずとも再登録が可能とする特例措置が導入された。この特例を使うと出場選手登録を抹消する場合に代替選手を指定して出場選手登録することができ、抹消選手が10日以内に復帰する場合はこの代替選手が出場選手登録を抹消される。この代替選手はこの抹消から10日間経過していなくても再度出場選手登録することができる。2016年6月に今浪隆博が最初の適用者になった。

##### 引退試合選手登録特例措置
2017年シーズン途中から、引退試合を行う選手に限って1日限定で出場選手登録の人数制限を超えて登録が可能となる特例措置が導入された。引退試合選手として登録できる選手の数に制限はないが、試合でベンチ入りできる選手は25人で変わらない。またこの登録をされた選手は次の日に自動的に登録抹消となりその後はクライマックスシリーズを含めたリーグ公式戦終了まで登録できなくなる。ただしこの制度を適用しない日本選手権シリーズでは登録可能となる。また登録後当該試合が中止となった場合は球団が指定する日に再び登録することが出来る。2017年9月24日に引退試合を行った井口資仁（千葉ロッテ）、及び森野将彦（中日）が、この制度の最初の適用者になる。

##### 感染症特例措置
2020年から2023年まで新型コロナウイルス感染症の流行を受け、選手登録数の拡大や、感染した選手の登録抹消と再登録などに関する特例措置の制定が続いた。2024年以降は「感染症特例」と改め、新型コロナウイルスだけでなく、インフルエンザも対象とした新たな常設の特例が定められた。医師の診断書の提出があれば、10日を空けずに再登録が可能となる。また、新たな感染症の拡大があった際にはこの特例の適用の有無をNPBが判断する。
感染拡大防止特例2020（通称：特例2020）
2020年シーズンは、新型コロナウイルスの影響により定められた特別ルール「感染拡大防止特例2020」により、出場選手登録数を現行の29人から31人、ベンチ入り選手数を同25人から26人に増やした。また、一軍の外国人選手枠は4人以内を5人以内（ベンチ入りは4人まで）とするが、投手と野手のどちらかを4人にした場合は、以後もその内訳を変えることはできない。なお、体調不良でコロナ感染の疑いが出て出場登録を抹消されても、検査で陰性となるなどした場合は、10日間を経ずに再登録が可能。コロナ陽性の場合や、濃厚接触者と認定されるなどで自宅待機となった選手は、登録抹消日から練習に復帰した日までの実日数を出場選手登録日数に加算する。
感染拡大防止特例2021（通称：特例2021）
2021年シーズン中に施行された特別ルール。出場選手登録数、ベンチ入り選手数は特例2020から変更なし。外国人選手枠も変わらないが、投手と野手の比率に関する制限が変更され、どちらかを4人にした後でも内訳の変更が認められるようになった。5人全員を投手あるいは野手にすることはできない。
感染拡大防止特例2022（通称：特例2022）
2022年シーズン中に施行された特別ルール。特例2021との変更点は基本なし。
感染拡大防止特例2023（通称：特例2023）
2022年シーズン中に施行された特別ルール。特例2022との変更点は基本なし。

#### 関連規定
出場選手追加参稼報酬
一軍最低年俸は1600万円と定められており（野球協約89条の2）、年俸がそれ未満の選手は、出場選手登録された日数に基づいて1600万円との差額が登録一日当たり150分の1ずつ加算される（差がなくなった時点で打ち切り）。
フリーエージェント権
登録日数が年間145日になるとフリーエージェント権の資格取得に必要な年限の「1年」を満たすこととなる。145日に満たない年は、未達年のみの日数を合計し145日ごとに1年とする。
救済規定・特例措置
追加参稼報酬やFA権に関する救済規定として、脳震盪特例措置による登録抹消選手、オールスター開催前後に登録抹消となった先発投手や、チームのレギュラーシーズン最終戦翌日からクライマックスシリーズ初日まで10日以上空くため自動抹消された選手は、規定の日までに再登録されれば抹消期間を登録扱いとすることになっている。また開幕時に登録されていなくても規定の日までに登録されて先発した投手は、開幕日からの登録扱いとなる。

#### 旧規定
この制度は1991年度までは「現役選手登録」と呼ばれていた。
1992年 - 1996年
- シーズン開幕前に支配下登録70人を一軍40人・二軍30人にまず振り分けた。一軍のうちベンチ入りできる28人が「出場選手登録」である。
- その後シーズン途中に最大5人まで（当初はオールスター休み前だけだったが、後に6月始めが追加）の入れ替えが認められた。またこの期間に関係なく全治2か月以上の重傷を負った一軍選手については故障者リスト入りとなり、二軍に強制降格。その人数分二軍から選手補強が認められた。
- 9月から振り分けを外し、支配下登録選手であれば自由に一・二軍入れ替えができる

という制度が設けられていたが、1997年から一軍40人・二軍30人の振り分けと入れ替え制限が撤廃された。

### 日本アマチュア野球
アマチュア野球の公式戦においては大会前に登録したベンチ入りメンバーを指す。登録後の選手の入れ替えは、予選と全国大会の間では出来ても、大会中はできないことが多い。上限人数は大会によって異なり、例えば高校男子硬式野球では20人、高校男子軟式では18人、高校女子硬式では25人が基本の人数とされている。大学野球や社会人野球は25人が多い。

## サッカー

### 日本アマチュアサッカー
社会人サッカーについてはJリーグと同じ18名まで、大学及び高校サッカーは20名までとされている。

### イングランドプロサッカー
プレミアリーグにおいてはトップチームに登録できる人数は25名までで、外国籍選手の登録制限はない（労働許可証が必要な場合あり）。登録枠から外れた選手はリザーブリーグに属する。ベンチ入り（控え）人数は9名。

### スペインプロサッカー
リーガ・エスパニョーラにおいてはEU外選手登録は3名までとなっている。ベンチ入り（控え）人数は7名。

### イタリアプロサッカー
イタリアサッカー連盟は2012-13シーズンからベンチ入り人数を12名に拡大した。EU外選手の獲得は1シーズンあたり2名までで、新規に外国人選手を登録する場合はすでにいる外国人選手を放出しなければならない。

## プロバスケットボール

### 日本
B.LEAGUEでは選手登録は10 - 13人、このうち出場登録は12人までとする。
B.LEAGUEの前身のひとつbjリーグの選手登録は最大で15人であったが、ベンチ登録できるのはホームチーム15人、アウェイチーム12人までとされていた。

## バレーボール

### 日本
Vリーグでは、1チーム各試合につき最大14名の選手を登録できる。登録が13名以上の場合はリベロプレーヤーは必ず2名登録しなければならないが、登録が12名以下の場合はリベロプレーヤーは0から2名の範囲で登録できる。

## プロフットボール

### アメリカ
NFLにおいては、最大53人のロースター登録が可能であるが、1試合に出場できるのはそのうちの45人である。